# Stoomvaart Maatschappij Amsterdam-Lemmer

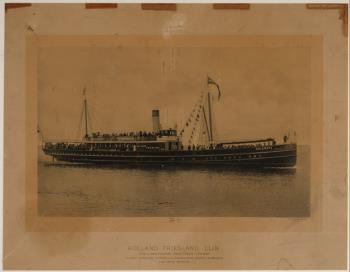
De "Bolsward"

De Stoomvaart Maatschappij Amsterdam-Lemmer onderhield vanaf 1901 de Holland-Friesland lijn, een bootverbinding tussen Amsterdam en Lemmer, ook bekend als de Lemmerboot of de tramboot.
De aanleg van een tramtracé tussen Lemmer en Joure was in 1898 de aanleiding voor de oprichting van de maatschappij. Lemmer was een belangrijk knooppunt in het vervoer naar en binnen Noord-Nederland, en op het traject Amsterdam-Lemmer waren reeds vele andere ondernemingen actief (geweest). Door middel van stoomboten zouden de trams van de Nederlandsche Tramweg Maatschappij aansluiting geven op het spoorwegnet van West-Nederland. Op een blikverpakking uit ca. 1910 is goed te zien dat de rederij zich als de schakel tussen beide spoornetten presenteerde. De ervaren reder P.J.M. Verschure werd tot directeur benoemd, terwijl reders als J.G. Koppe en J. & A. van der Schuyt in de maatschappij participeerden. Bij de werf J. & K. Smit in Kinderdijk werden twee schepen besteld, de  salonboten Bolsward en Heerenveen, en in augustus 1901 werd de dienstregeling geopend. Een jaar later ging de rederij op in de fusiemaatschappij Verschure & Co. De naam Holland-Friesland lijn werd gehandhaafd voor de dienst Amsterdam-Lemmer, maar vanwege de verbinding werd de dienst ook wel de tramboot genoemd.